# Earl Cameron

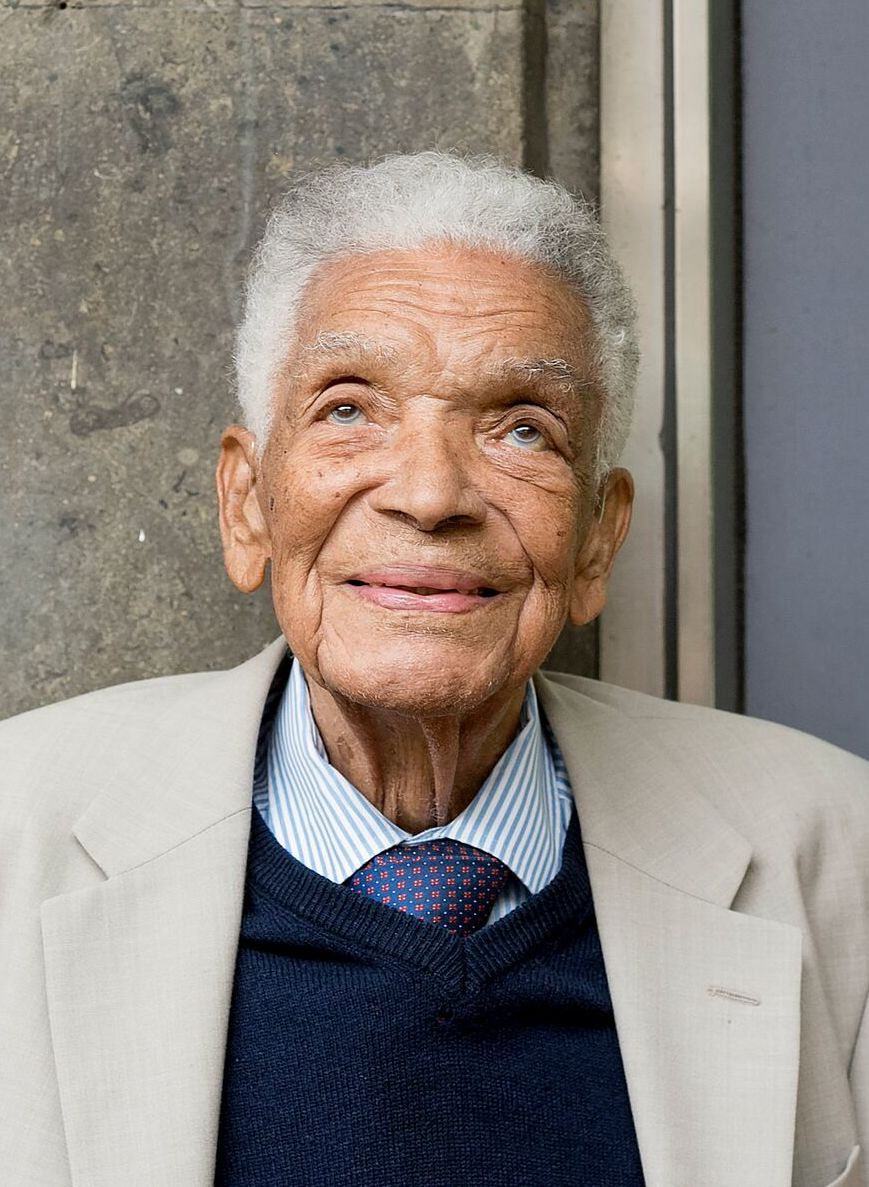
Earl Cameron im August 2017

Earlston „Earl“ J. Cameron, CBE (* 8. August 1917 in Pembroke Parish, Bermuda; † 3. Juli 2020 in Kenilworth, Warwickshire, England) war ein britischer Schauspieler bermudischer Herkunft. Durch seinen Auftritt im Kriminalfilm Unterwelt wurde er im Jahr 1951 einer der ersten schwarzen Hauptdarsteller in einer britischen Filmproduktion.

## Leben
Earl Cameron wurde 1917 in Pembroke Parish auf den Bermudas geboren. Als junger Mann heuerte er bei der Handelsmarine an und war fortan vorwiegend auf Schiffen zwischen Südamerika und New York sowie nach Europa im Einsatz. Kurz nach Ausbruch des Zweiten Weltkrieges traf Cameron am 29. Oktober 1939 mit dem Frachtschiff Eastern Prince im Hafen von London ein, wo er sich niederließ. Eine ursprünglich geplante Rückkehr nach Bermuda scheiterte durch den Krieg. Cameron arbeitete unter anderem als Tellerwäscher und Eisverkäufer. 1940 wurde er kurz nach der Schlacht von Dünkirchen wegen einer Lungenentzündung in ein Hospital eingewiesen, in dem vor allem verwundete Soldaten lagen. Die Ärzte behandelten Cameron nicht, sodass sein linker Lungenflügel fast vollständig zerstört wurde.
1941 beschloss Cameron nach dem Besuch einer Aufführung im Londoner Palace Theatre, selbst Schauspieler zu werden. Seine erste kleine Rolle erhielt er durch den Kontakt zu einem befreundeten Schauspieler am West End Theatre. 1945 und 1946 war Cameron als Truppenunterhalter bei der Entertainments National Service Association tätig, wodurch er unter anderem in Indien und den Niederlanden auftrat. Nach einem anschließenden Aufenthalt in seiner Heimat Bermuda kehrte Cameron nach England zurück und war nun unter anderem in Deep Are the Roots am Londoner Wyndham’s Theatre zu sehen. Während einer weiteren Vorführung des Stückes in Coventry stand er neben Patrick McGoohan auf der Bühne, mit dem er im Verlauf seiner Karriere noch weitere Male zusammenarbeitete.
Seine erste Filmrolle erhielt Cameron 1951 als einer der Hauptdarsteller in Basil Deardens Unterwelt (Pool of London). Er war damit einer der ersten schwarzen Schauspieler, die eine Hauptrolle in einer britischen Filmproduktion erhielten. Nachdem Cameron für seine Darstellung gute Kritiken erhalten hatte, war er in den folgenden Jahren in weiteren Filmrollen zu sehen. So übernahm er unter anderem Hauptrollen in Simba (1955), The Heart Within (1957) und Sapphire (1959) sowie Nebenrollen in weiteren Filmproduktionen und Fernsehserien.
1964 war Cameron als Captain Abraham im Kriegsfilm Schüsse in Batasi zu sehen. 1965 übernahm er die Rolle von James Bonds Assistent Pinder in James Bond 007 – Feuerball. Zu Camerons Alterswerk gehören Auftritte in Die Dolmetscherin, Die Queen und Inception. Sein Schaffen umfasst mehr als 90 Film- und Fernsehproduktionen. Zuletzt trat Cameron 2013 in dem Kurzfilm Up on the Roof in Erscheinung.
Earl Cameron gehörte dem Bahai-Glauben an. Er hatte sechs Kinder. Nach dem Tod seiner ersten Ehefrau Audrey J. P. Godowski 1994 heiratete er in zweiter Ehe Barbara Cameron, mit der er bis zu seinem Tod zusammenblieb. Cameron starb rund einen Monat vor seinem 103. Geburtstag im Schlaf.

## Filmografie (Auswahl)
- 1951: Unterwelt (Pool of London)
- 1951: There Is Another Sun
- 1952: Nur fünf Tage Zeit (Emergency Call)
- 1953: Das Herz aller Dinge (The Heart of the Matter)
- 1955: Simba
- 1955: Die große Hoffnung (La grande speranza)
- 1955: The Woman for Joe
- 1956: Der König der Safari (Safari)
- 1956: Odongo
- 1957: The Heart Within
- 1957: Das Zeichen des Falken (The Mark of the Hawk)
- 1959: Rivalen unter heißer Sonne (Killers of Kilimanjaro)
- 1959: Das Mädchen Saphir (Sapphire)
- 1960: Tarzan, der Gewaltige (Tarzan the Magnificent)
- 1960: No Kidding
- 1961: Schwarze Fackel (Flame in the Streets)
- 1963: Tarzans Todesduell (Tarzan’s Three Challenges)
- 1964: Schüsse in Batasi (Guns at Batasi)
- 1964: Geheimauftrag für John Drake (Danger Man; Fernsehserie, vier Folgen)
- 1965: James Bond 007 – Feuerball (Thunderball)
- 1966: The Sandwich Man
- 1967: Battle Beneath the Earth
- 1968: Two a Penny
- 1969: Two Gentlemen Sharing
- 1973: A Warm December
- 1976: Mohammed – Der Gesandte Gottes (The Message)
- 1979: Explosion in Cuba (Cuba)
- 2001: Revelations – Die Offenbarung (Revelations; Miniserie)
- 2003: Waking the Dead – Im Auftrag der Toten (Waking the Dead; Fernsehserie, eine Folge)
- 2005: Die Dolmetscherin (The Interpreter)
- 2006: Die Queen (The Queen)
- 2008: Casualty (Fernsehserie, eine Folge)
- 2010: Inception
- 2013: Up on the Roof (Kurzfilm)